# Ботево (Монтанська область)
Бо́тево (болг. Ботево) — село в Монтанській області Болгарії. Входить до складу общини Вилчедрим.

## Населення
За даними перепису населення 2011 року у селі проживали 65 осіб, усі — болгари.
Розподіл населення за віком у 2011 році:
Динаміка населення: